# 谷正人
谷 正人（たに まさと、1971年 - ）は、日本の音楽学者、サントゥール奏者、神戸大学准教授。専門領域は民族音楽学、イラン伝統音楽研究。

## 略歴
大阪生まれ。1995年大阪音楽大学音楽学部作曲学科卒業。大阪音大時代に出会ったイラン音楽の授業がきっかけで、1995年から1998年にわたりイラン国立芸術大学へ留学しサントゥール科卒業。卒業後もサントゥールの研鑽のためイランに滞在した。帰国後2001年京都市立芸術大学大学院修士課程修了、大阪大学大学院文学研究科博士後期課程修了（音楽学）、「イラン伝統音楽の即興概念 即興モデルと対峙する演奏者の精神と記憶のあり方」で文学博士。
2008年神戸学院大学講師。2012年神戸大学人間発達環境学研究科人間発達専攻表現系講座で准教授を務め、エスノミュージコロジー・民族音楽演奏演習（サントゥール）などの授業を担当する。
サイード・サーベット、アルダヴァーン・カームカール、スィヤーバシュ・カームカールなどにも師事している。

## 受賞歴
- 第1回イラン学生音楽コンクール（於：テヘラン大学）　サントゥール独奏部門奨励賞受賞　1998年4月
- （社）東洋音楽学会「第25回田邉尚雄賞」『イラン音楽―声の文化と即興―』（単著）に対し。2008年
- （社）東洋音楽学会「第28回田邉尚雄賞[8]」『アラブの音文化』（共著）に対し。2011年

## 著書
- Traditional Iranian Music :Orality, Physicality and Improvisation, 2024, Trans Pacific Press Co., Ltd
- 『イラン音楽―声の文化と即興―』（青土社2007年、第25回田邉尚雄賞受賞）
- 『イラン伝統音楽の即興演奏ー声・楽器・身体・旋法体系をめぐる相互作用』（スタイルノート,2021年1月）